# Lilltjärnen (Laxsjö socken, Jämtland, 708084-145216)
Lilltjärnen är en sjö i Krokoms kommun i Jämtland och ingår i Indalsälvens huvudavrinningsområde. Sjön har en area på 0,0666 kvadratkilometer och ligger 431,7 meter över havet.

## Delavrinningsområde
Lilltjärnen ingår i det delavrinningsområde (707827-145003) som SMHI kallar för Utloppet av Laxsjön. Medelhöjden är 394 meter över havet och ytan är 23,99 kvadratkilometer. Räknas de 4 avrinningsområdena uppströms in blir den ackumulerade arean 47,33 kvadratkilometer. Laxsjöån som avvattnar avrinningsområdet har biflödesordning 3, vilket innebär att vattnet flödar genom totalt 3 vattendrag innan det når havet efter 248 kilometer. Avrinningsområdet består mestadels av skog (67 procent). Avrinningsområdet har 3,02 kvadratkilometer vattenytor vilket ger det en sjöprocent på 12,6 procent.